# Гадсар
Гадсар (англ. Gadsar Lake) — альпийское озеро в северо-западной части Индии в ущелье одноимённой реки. Площадь — 0,403 км². Высота над уровнем моря — 3722 метра.

## Этимология и география
Слово гадсар в переводе с кашмирского означает озеро рыб.
Является естественной средой обитания форели, преимущественно бурой. С ноября по апрель покрыто льдом, остатки которого встречаются даже летом. Берега представляют собой альпийские луга, где произрастают различные виды диких цветов. Именно поэтому территорию вокруг озера также называют долиной цветов. Питается в основном за счёт таяния ледников.

## Доступность
Гадсар расположено в 108 километрах к северо-востоку от города Сринагар. От деревни Наранаг к озеру ведёт 28-километровая альпийская тропа. Другая тропа, протяжённостью 41 километр, проходит через озёра Вишансар и Кришансар, пересекая два горных перевала Ничнай и Гадсар, имеющих высоту порядка 4100 метров над уровнем моря. Лучшее время для посещения — период с июня по сентябрь.

## Поверие
Гадсар также называется Йемсар, что означает озеро Ямы. Оно также упоминается как озеро смерти.
Пастухи, пасущие свои стада на окраине озера, верят, что в нём живет пресноводный осьминог, который своими щупальцами затаскивает живых существ в воду. В связи с этим, туристы, посещающие эти места, зачастую не приближаются к берегам. Рыбу ловят за пределами озера в ручье, который его питает.